# 建徳 (大理)
建徳（けんとく）は、中国後大理国の段正興の時代に使用された元号。年代不詳 - 1171年。
李兆洛は『紀元編』の中で建徳は盛明の別称としている。実在及び使用年代に関しては定説がないが、李崇智は盛明をとらず建徳をとる一方、鄧洪波は両者を別元号と見なしている。